# Pseudocreobotra
Pseudocreobotra es un género de mantis de la familia Hymenopodidae. Tiene tres especies:
Las alas anteriores tienen ocelos que despliegan cuando se ven amenazados en un comportamiento deimático que aleja a posibles depredadores.
- Pseudocreobotra amarae
- Pseudocreobotra ocellata
- Pseudocreobotra wahlbergii